# Peter Koskenkorva
Peter Koskenkorva, född 25 maj 1967, en svensk före detta friidrottare (medel- och långdistanslöpare). Han tävlade för  IF Udd,  Kyrkhults SK, KA2 IF, IF Göta, Mälarhöjdens IK och Hässelby SK.

## Personliga rekord
Utomhus
- Löpning 800 meter - 1:49:18 (Huddinge 1993)[källa behövs]
- 1 500 meter – 3:41,05 (Karlskrona 31 juli 1990)[8][9]
- 5 000 meter – 13:53,10 (Helsingfors, Finland 18 juni 1997)[8][9][10]
- 10 000 meter – 29:09:58 (Sundsvall 18 juli 1997)[10]
- Halvmaraton – 1:04:40 (Lissabon, Portugal 24 november 1996)[källa behövs]
- Maraton – 2:20:14 (Sevilla, Spanien 27 februari 2000)[8][9]